# Simrishamn

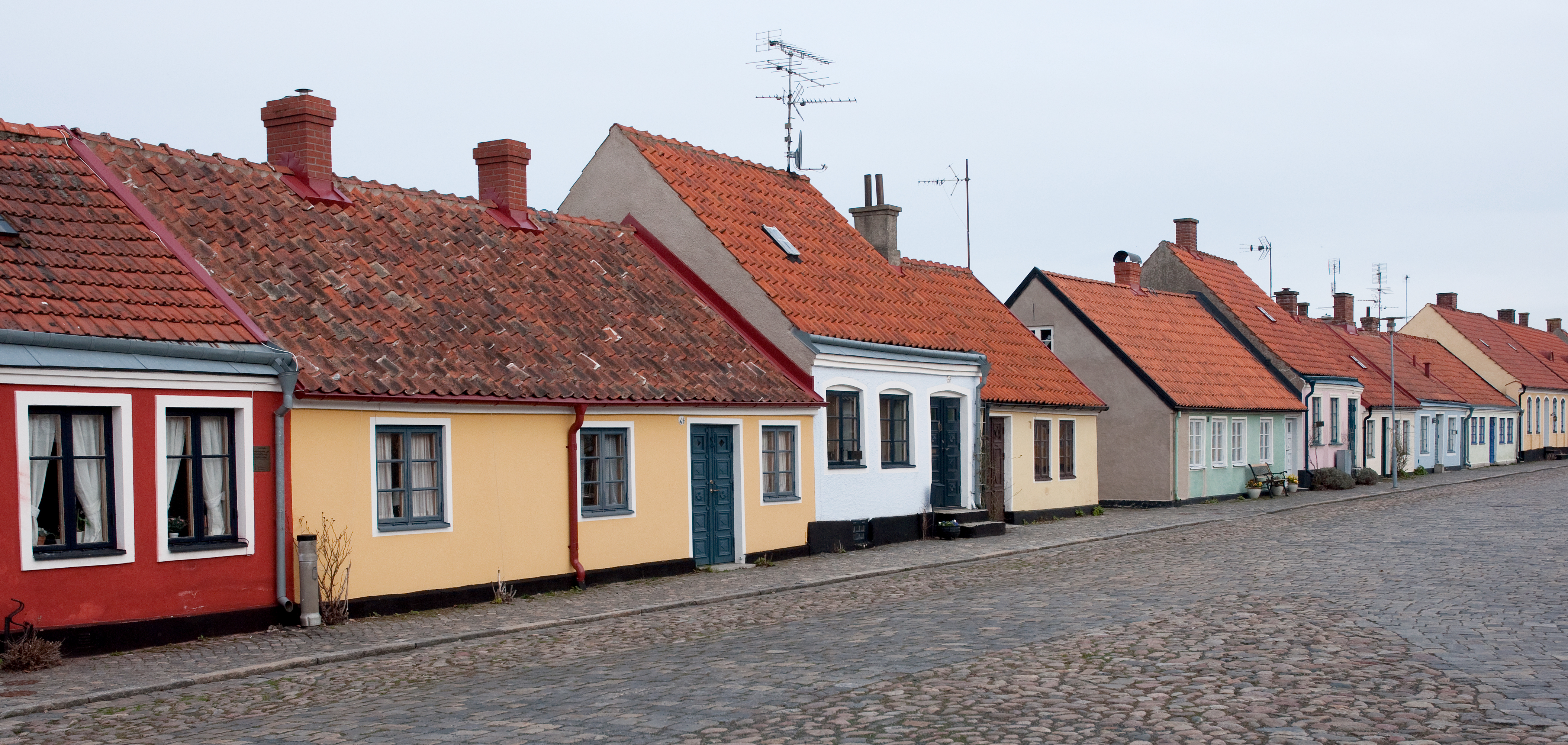
Rua de Simrishamn

Simrishamn é uma pequena cidade sueca na costa sudeste da província histórica da Escânia.
 
Está situada a 41 km a leste da cidade de Ystad.

Tem 6 908 habitantes (2018), e é sede do município de Simrishamn, no condado da Skåne.

## Economia
Simrishamn vive principalmente do turismo, assim como da agricultura e da pequena indústria, com destaque para o seu porto de pesca e as culturas de frutas da região.

## Património
- Igreja de São Nicolau (Sankt Nicolai kyrka) - Igreja medieval com uma escultura de Carl Milles
- Imagens gravadas nas rochas em Simrislund, às portas de Simrishamn[6]
- Casa de Glimminge (Glimmingehus) - a fortificação medieval melhor conservada da Suécia [7]
- Museu de Österlen (Österlens museum) [8]